# Nemognathomimus pallidulus
Nemognathomimus pallidulus là một loài bọ cánh cứng trong họ Cerambycidae.